# Campo próximo y campo lejano

Difracció de Fraunhofer i difracció de Fresnel

En la física de las ondas, las descripciones de campo próximo y campo lejano son dos aproximaciones posibles para describir un campo de onda. Aunque estas dos aproximaciones son válidas para cualquier campo de onda, se utilizan principalmente en el estudio del electromagnetismo, y en particular de la óptica. Brevemente, la aproximación de campo próximo describe la oscilación con la aproximación de onda esférica, mientras que la aproximación de campo lejano describe la oscilación con la aproximación de onda plana. En particular, para el estudio de la difracción, se utilizará la difracción de Fresnel en la aproximación de campo cercano, mientras que la difracción de Fraunhofer más sencilla se utilizará en la aproximación de campo lejano.

## Definiciones

Campo lejano: el patrón de radiación puede extenderse al campo lejano, donde la energía reactiva almacenada no tiene presencia significativa.

El término región de campo próximo (también conocido como campo próximo o zona cercana) tiene los siguientes significados en cuanto a diferentes tecnologías de telecomunicaciones:
- La región cercana de una antena en la que la distribución del campo angular depende de la distancia de la antena.
- En el estudio de la difracción y el diseño de la antena, el campo próximo es aquella parte del campo radiado que se encuentra por debajo de distancias más cortas que la distancia de Fraunhofer,[2] que viene dada por {\displaystyle d_{\text{F}}={\frac {2D^{2}}{\lambda }}} de la fuente del borde difractador o antena de longitud o diámetro D.
- En las comunicaciones de fibra óptica, la región cercana a una fuente o apertura que es más cercana que la longitud de Rayleigh. (Presumiendo un haz gaussiano, que es apropiado para fibra óptica.)
- La región próxima de una antena en la distribución del campo angular depende de la distancia de la antena.
- En el estudio de la difracción y el disseny de la antena, el campo proper es aquella parte del campo radiante que es troba per sota de distancias más cortas que la distancia de Fraunhofer,[2] que ve dada por {\displaystyle d_{\text{F}}={\frac {2D^{2}}{\lambda }}} de la fuente del borde de la difractadora o antena de longitud o diámetro D.
- En las comunicaciones de fibra óptica, la región cercana a una fuente que es más prospera que la longitud de Rayleigh.

## Patentes
- George F. Leydorf, Patente USPTO n.º 3278937, Antenna near field coupling system. 1966.
- Grossi et al., Patente USPTO n.º 3445844, Trapped Electromagnetic Radiation Communication System. 1969.
- Patente USPTO n.º 3461453, Reducing-Noise With Dual-Mode Antenna. 1969.
- Coffin et al., Patente USPTO n.º 3662389, Determination of Far Field Antenna Patterns Using Fresnel Probe Measurements. 1972.
- Hansen et al., Patente USPTO n.º 3879733, Method and Apparatus for Determining Near-Field Antenna Patterns. 1975
- Wolff et al.,Patente USPTO n.º 5459405, Method and apparatus for sensing proximity of an object using near-field effects